# Anna Żytkow
Anna N. Żytkow ([ˈanːa ˈʐɨtkɔf]; * 21. Februar 1947) ist eine polnische Astrophysikerin am Institute of Astronomy der University of Cambridge.
Żytkow und Kip Thorne schlugen ein Modell für ein astronomisches Objekt eines Sterns im Inneren eines Sterns vor, ein sogenanntes Thorne-Żytkow-Objekt. Im Jahr 2014 arbeitete Żytkow in einem Team unter Leitung von Emily M. Levesque, das den ersten Kandidaten für ein solches Objekt entdeckte.

## Thorne-Żytkow-Objekte
Zusammen mit Kip Thorne entwickelte Żytkow 1976 ein theoretisches Modell für eine neue Sternengattung, das Thorne-Żytkow-Objekt (TŻO), das entweder einen Neutronenstern oder ein Schwarzes Loch als Kern im Inneren einer stellaren Hülle besitzt. Ein solcher Stern entwickelt sich nur sehr selten und es sind nur zwei Prozesse bekannt, über die sich ein TŻO in seiner Struktur entwickeln kann. Beim ersten Prozess führt die Kollision eines Neutronensterns mit einem normalen Stern (entweder Zwerg- oder Riesenstern) zur Verbindung der beiden zu einem Objekt. Dieser Vorgang ist selten, da Sternenkollisionen selbst innerhalb von dichten Sternenhaufen selten sind. Der zweite Prozess kann beim Übergang eines Sterns zu einem Roten Überriesen stattfinden, in dessen Verlauf sich im Kern ein Neutronenstern bildet, der seine Sternenhülle nicht abwirft.
Die Forschergruppe unter Emily Levesque (University of Colorado at Boulder) entdeckte den ersten vielversprechenden Kandidaten im Jahr 2014 für ein TŻO mit dem 6,5 m Magellan Clay Telescope am Las-Campanas-Observatorium nach gut 40 Jahren der Suche nach dieser exotischen Sternengattung.

## Entdeckungen im Kuiper-Gürtel
| (8012) 1990 HO                   | 29. April 1990 |
| (8361) 1990 JN                   | 1. Mai 1990    |
| (15810) Arawn                    | 12. Mai 1994   |
| (16684) 1994 JQ                  | 11. Mai 1994   |
| (48443) 1990 HY                  | 29. April 1990 |
| (58165) 1990 HQ                  | 29. April 1990 |
| (73682) 1990 HU                  | 29. April 1990 |
| entdeckt zusammen mit Mike Irwin |                |

Im Dezember 1995 fanden Mike Irwin, Scott Tremaine und Anna Żytkow im Rahmen einer Durchmusterung eines Himmelsabschnitts zwei langsame Objekte, die als Kandidaten für Objekte im Kuipergürtel gelten.
Żytkow et al. folgten den Arbeiten von Edgeworth (1949) und Kuipers (1951), die vermuten, dass protoplanetare Scheiben sich weit über die Neptunbahn hinaus erstrecken und dass das Material außerhalb der Neptunbahn sich noch nicht zu Planeten formen konnte.

## Schriften (Auswahl)
- mit C. Clare Worley, Mike J. Irwin, Christopher A. Tout, Morgan Fraser, Robert G. Izzard: The proper motion of HV2112: A TŻO candidate in the SMC. In: Monthly Notices of the Royal Astronomical Society: Letters. Band 459, Nr. 1, 11. Juni 2016, S. L31–L35, doi:10.1093/mnrasl/slw034, arxiv:1602.08479.
- mit Emily M. Levesque, P. Massey, N. Morrell: A Search for Thorne-Żytkow Objects. Band 223, Januar 2014, S. 113.06, bibcode:2014AAS...22311306L.
- mit Christopher A. Tout, Ross P. Church, Herbert H. B. Lau: HV2112, a Thorne-Żytkow Object or a Super Asymptotic Giant Branch Star. In: Monthly Notices of the Royal Astronomical Society: Letters. Band 445, Nr. 1, 21. November 2014, S. L36–L40, doi:10.1093/mnrasl/slu131, arxiv:1406.6064.
- mit Emily M. Levesque, Philip Massey, Nidia Morrell: Discovery of a Thorne-Żytkow object candidate in the Small Magellanic Cloud. In: Monthly Notices of the Royal Astronomical Society: Letters. Band 443, Nr. 1, September 2014, S. L94–L98, doi:10.1093/mnrasl/slu080, arxiv:1406.0001.
- mit Warrick H. Ball, Christopher A. Tout: Quasi-stars, giants and the Schönberg–Chandrasekhar limit. In: Monthly Notices of the Royal Astronomical Society. Band 421, Nr. 3, 2012, S. 2713–2721, doi:10.1111/j.1365-2966.2012.20508.x, arxiv:1201.5560.
- mit Mike Irwin: FY Aquilae and the gamma-ray burst GB 790331. In: The Astrophysical Journal Letters. Band 433, Oktober 1994, S. L81–L84, doi:10.1086/187553, bibcode:1994ApJ...433L..81I.
- mit Mike Irwin: A variable star in the vicinity of the soft gamma-ray repeater 1806 - 20. In: Monthly Notices of the Royal Astronomical Society. Band 263, Juli 1993, S. L1–L5, doi:10.1093/mnras/263.1.L1, bibcode:1993MNRAS.263L...1I.
- mit R. C. Cannon, P. P. Eggleton, P. Podsiadlowski: The structure and evolution of Thorne-Żytkow objects. In: The Astrophysical Journal. Band 386, Februar 1992, S. 206–214, doi:10.1086/171006, bibcode:1992ApJ...386..206C.
- mit Chris Eich, Mark E. Zimmermann, Kip S. Thorne: Giant and supergiant stars with degenerate neutron cores. In: The Astrophysical Journal. Band 346, November 1989, S. 277–283, doi:10.1086/168008, bibcode:1989ApJ...346..277E.
- mit K. S. Thorne, R. A. Flammang: Stationary spherical accretion into black holes. I - Equations of structure. In: Monthly Notices of the Royal Astronomical Society. Band 194, Februar 1981, S. 475–484, doi:10.1093/mnras/194.2.475, bibcode:1981MNRAS.194..475T.
- mit B. Paczyński: Hydrogen shell flashes in a white dwarf with mass accretion. In: The Astrophysical Journal. Band 222, Juni 1978, S. 604–611, doi:10.1086/156176, bibcode:1978ApJ...222..604P.
- mit K. S. Thorne: Stars with degenerate neutron cores. I - Structure of equilibrium models. In: The Astrophysical Journal. Band 212, März 1977, S. 832–858, doi:10.1086/155109, bibcode:1977ApJ...212..832T.
- mit K. S. Thorne: The relativistic equations of stellar structure and evolution. In: The Astrophysical Journal. Band 212, März 1977, S. 825–831, doi:10.1086/155108, bibcode:1977ApJ...212..825T.
- mit K. S. Thorne: Red giants and supergiants with degenerate neutron cores. In: The Astrophysical Journal Letters. Band 199, Juli 1975, S. L19–L24, doi:10.1086/181839, bibcode:1975ApJ...199L..19T.
- Are there optical counterparts to gamma-ray bursts? In: The Astrophysical Journal. Band 359, 1. August 1990, S. 138–154, doi:10.1086/169043, bibcode:1990ApJ...359..138Z.